# Trappola in fondo al mare
Trappola in fondo al mare (Into the Blue) è un film del 2005 diretto da John Stockwell.

## Trama
Bahamas: durante un'immersione nell'oceano, quattro amici ritrovano un antico relitto che pare contenga milioni in oro. Ma oltre al vascello si imbattono anche in un altro relitto: un aereo precipitato che trasportava un altrettanto prezioso carico di cocaina.
I quattro fanno un patto: per il momento non riveleranno a nessuno la scoperta per evitare che il sopraggiungere di altre persone possa attirare anche cacciatori d'oro che saccheggerebbero il vascello prima che loro possano ispezionarlo. Tuttavia non sanno che alla ricerca del carico di droga c'è una banda di criminali privi di scrupoli, intenzionata a recuperare ad ogni costo la merce perduta.

## Produzione
Il film è stato girato interamente alle Bahamas.

## Sequel
Nel 2009 è stato realizzato un sequel intitolato Trappola in fondo al mare 2 - Il tesoro degli abissi (Into the Blue 2: The Reef), con protagonisti Chris Carmack e Laura Vandervoort, distribuito direttamente in DVD nei primi mesi del 2010.

## Accoglienza

### Incassi
Nella settimana d'apertura negli Stati Uniti d'America il film ha incassato al botteghino 7.057.854 $ per poi arrivare ad un incasso totale di 18.472.363.

### Critica
Il film ha ricevuto durante l'edizione dei Razzie Awards 2005 una nomination come Peggior attrice per Jessica Alba.

## Colonna sonora
1. Ziggy Marley – Good Old Days – 4:15
2. Holly Palmer – I Will – 3:43
3. O S Xperience – I'll Be – 3:40
4. Paul van Dyk – Time of Our Lives (feat. Vega 4) – 3:38
5. Paul Haslinger e Dan DiPrima – Think It Matters
6. Rhombus – Clav Dub – 3:32
7. Shawn Barry – No Trouble
8. Louque – Whoa Now – 4:08
9. D Bo – VIP – 3:41
10. Trick Daddy – J.O.D.D. (feat. Khia e Tampa Tony) – 3:15
11. The Jackson 2 – Papi
12. Guerilla Black – It's Alright – 3:27
13. Billy Steel – Of Course N*gga You Can
14. Louque – Perique – 4:33
15. Jimmy Cliff – Wonderful World, Beautiful People – 3:17
16. Abdel Wright – Remember – 2:20